# Макарьино (Ленинградская область)
Макарьино — деревня в Шугозёрском сельском поселении Тихвинского района Ленинградской области.

## История
Согласно семитопографической карте Новгородской губернии 1847 года деревня называлась Макарово:

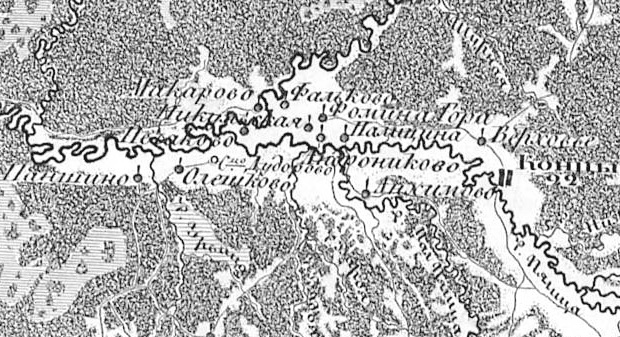
Деревня Макарьино (Макарово) на карте 1847 года

МАКАРЬИНО (МАКАРОВО) — деревня Макарьинского общества, прихода Пашеозёрского погоста. Река Паша.

Крестьянских дворов — 33. Строений — 91, в том числе жилых — 41.

Число жителей по семейным спискам 1879 г.: 89 м. п., 78 ж. п.; по приходским сведениям 1879 г.: 89 м. п., 78 ж. п.

В конце XIX — начале XX века деревня административно относилась к Лукинской волости 2-го земского участка 2-го стана Тихвинского уезда Новгородской губернии.

МАКАРЬИНО (МАКАРОВО) — деревня Макарьинского общества, дворов — 50, жилых домов — 57, число жителей: 161 м. п., 160 ж. п.

Занятия жителей — земледелие, лесные заработки. Тихвинский почтовый тракт. Река Паша. (1910 год)

По сведениям на 1 января 1913 года деревня называлась Макарьино-Печаково, в деревне было 367 жителей из них детей в возрасте от 8 до 11 лет — 41 человек.
С 1917 по 1918 год деревня Макарьино входила в состав Лукинской волости Тихвинского уезда Новгородской губернии.
С 1918 года в составе Череповецкой губернии.
С 1927 года в составе Макарьинского сельсовета Капшинского района.
С 1927 года в составе Пяльинского сельсовета. В 1928 году население деревни составляло 275 человек.
Согласно карте Ленинградской области Северо-западного аэрогеодезического треста ГГУ издания 1932 года деревня насчитывала 32 крестьянских двора. В деревне находилась часовня и водяная мельница:
| Внешние изображения | Внешние изображения                  |
| ------------------- | ------------------------------------ |
|                     | Деревня Макарьино на карте 1932 года |

По данным 1933 года деревня Макарьино входила в состав Пяльинского сельсовета Капшинского района Ленинградской области.
В 1961 году население деревни составляло 209 человек.
С 1963 года в составе Тихвинского района.
По данным 1966 и 1973 годов деревня Макарьино также входила в состав Пяльинского сельсовета.
По данным 1990 года деревня Макарьино входила в состав Шугозёрского сельсовета.
В 1997 году в деревне Макарьино Шугозёрской волости проживали 93 человека, в 2002 году — 79 человек (русские — 99 %).
В 2007 году в деревне Макарьино Шугозёрского СП проживали 50 человек, в 2010 году — 47.

## География
Деревня расположена в северо-восточной части района на автодороге 41К-946 (Озровичи — Пашозеро — Шугозеро — Ганьково) в месте примыкания к ней автодороги 41К-921 (Андронниково — Селище).
Расстояние до административного центра поселения — 15 км.
Расстояние до ближайшей железнодорожной станции Тихвин — 80,5 км.
Деревня находится на правом берегу реки Паша.

## Демография
| 2007 | 2010 | 2017 |
| ---- | ---- | ---- |
| 50   | ↘47  | ↘41  |

### Национальный состав
Согласно данным Всероссийской переписи населения 2021 года в деревне проживали 56 человек, из них:
 русские — 55, украинцы — 1 человек.

## Улицы
Заводская, Заводской переулок, Заречная, Набережная, Песочная, Школьная.